# 9 de Noviembre (localidad)
9 de Noviembre es una localidad peruana ubicada en el distrito de Suyo, perteneciente a la provincia de Ayabaca del departamento de Piura, al norte del Perú. 

## Ubicación
9 de Noviembre se ubica al noroeste de la provincia de Ayabaca, en el distrito de Suyo, en el departamento de Piura.

## Demografía
En 2017 9 de Noviembre tenía una población de 13 habitantes.